# Biology Letters
Biology Letters es una revista científica de biología revisada por pares publicada por la Royal Society  del Reino Unido. Se centra en la publicación rápida de artículos de investigación, reseñas y artículos de opinión breves y de alta calidad en las ciencias biológicas. Biology Letters tiene un tiempo medio de respuesta de veinticuatro días desde la presentación hasta la primera decisión.
El editor en jefe es el profesor David Beerling FRS (Universidad de Sheffield), que cuenta con el apoyo de una junta editorial internacional  de científicos en ejercicio.

## Historia
La revista se separó como una revista separada de Proceedings of the Royal Society B: Biological Sciences en 2005 después de haber sido publicada como un suplemento. Originalmente se publicaba trimestralmente, luego bimestralmente, y desde 2013 se publica mensualmente. La revista publica artículos cortos de toda el área de  la biología tanto en línea como impresos.

## Indexación
En  2019  ( índice JCR 2018 ), Biology Letters tenía un factor de impacto de 2.869.  La revista está indexada en Google Scholar, PubMed, Scopus y Web of Science.

## Métricas de revista
2022
- Web of Science Group : 3.703
- Índice h de Google Scholar: 119
- Scopus: 3.553